# Rolf Dick
Rolf Dick (* 30. April 1926 in Ulm; † 16. Februar 2001 ebenda) war ein deutscher Architekt und Politiker der SPD.

## Leben
Rolf Dick wurde als Sohn des Milchhändlers Ernst Dick (1889–1945) und Anna Berta Dick, geb. Rimmele (1897–1971) geboren, er hatte eine sieben Jahre ältere Schwester. Sein Vater war Mitglied der KPD. Ab April 1932 besuchte Dick bereits im Alter von fünf Jahren die Kepler-Grundschule in Ulm und ab 1936 die Kepler-Mittelschule. 1939 wechselte er zur Vorbereitung auf eine kaufmännische Lehre auf die Höhere Handelsschule, ehe er im April 1940 eine Ausbildung als Chemigraf bei der Firma Dr. Karl Höhn begann und diese mit seiner Gehilfenprüfung im Januar 1943 abschloss. Im Sommer desselben Jahres erfolgte die Einberufung zur Wehrmacht.
1937 wurde er Mitglied im Deutschen Jungvolk, wodurch er auch Mitglied beim Ulmer FV 1894 werden konnte, da für die Mitgliedschaft in einem Sportverein die Mitgliedschaft in der Hitlerjugend vorausgesetzt wurde. Dort spielte er Hockey und später Fußball, da sein Hockeytrainer 1940 zur Wehrmacht eingezogen wurde. Nach dem Krieg war Dick als Ausbilder und Prüfer für Grund- und Leistungsscheine bei der DLRG beschäftigt. Zudem war er Mitglied im Deutschen Alpenverein, wo er Jugendskikurse leitete und später in den Vorstand der Sektion Ulm berufen wurde. Über den DAV kam Dick zum Schwäbischen Skiverband, wo er zwei Jahre lang die Funktion eines Bezirkstourenwarts innehatte, ehe er wegen Krankheit seinen Rücktritt erklärte. Ab 1960 spielte er bei der TSG Ulm 1846 neun Jahre lang Handball und war zudem von 1966 bis 1968 Technischer Leiter der Handballabteilung des Vereins. Darüber hinaus war Dick Gründungsmitglied der Rallye-Gemeinschaft Ulm innerhalb des ADAC.
Nach der Rückkehr aus US-amerikanischer Kriegsgefangenschaft im November 1946 war Dick für drei Monate Fahrer der Information Control Division. Danach arbeitete er bis November 1947 in einem Fotoatelier, ehe ihm der damalige Ulmer Oberbürgermeister Robert Scholl eine Stelle beim Stadtplanungsamt verschaffte, wo Dick bis Mai 1955 tätig war. Anschließend arbeitete er in einer Firma für Deckenkonstruktionen sowie ab Juli 1961 bei einer großen Ulmer Baufirma und von Januar 1970 bis Juni 1983 in der Bauabteilung von Magirus-Deutz.
Dick war zweimal verheiratet, von 1948 bis 1955 mit Irmgard Dick und von 1958 bis zu seinem Tod mit Anneliese, geb. Beck, die ein Kind aus erster Ehe in diese Verbindung brachte. Mit ihr hatte er zwei weitere Kinder sowie ein Adoptivkind.

## Politik
1966 trat Dick in die SPD ein. Er wurde 1972 in den baden-württembergischen Landtag gewählt und war dort Mitglied des Verwaltungsausschusses, des Ausschusses für Jugend und Sport, im Unterausschuss Hochbau des Finanzausschusses, was mit einer stellvertretenden Position im Finanzausschuss einherging, sowie Stellvertreter im Petitionsausschuss. 1980 verzichtete er aus persönlichen Gründen auf eine erneute Kandidatur für den Landtag. Anschließend wurde er Fraktionsvorsitzender der Sozialdemokraten im Ulmer Gemeinderat, dem er bereits seit 1968 angehörte. Von 1977 bis 1988 war er Vorsitzender des SPD-Kreisverbandes Alb-Donau/Ulm. 1992 schied Dick aus gesundheitlichen Gründen aus dem Gemeinderat aus.

## Ehrungen
- 1978: Verdienstkreuz am Bande der Bundesrepublik Deutschland[1]